# 24 décembre 1926
Le vendredi 24 décembre 1926 est le 358e jour de l'année 1926.

## Naissances
- Ahmed Mohammed Khan, footballeur indien
- Badr Shakir al-Sayyab (mort le 24 décembre 1964), poète et traducteur irakien
- Kamé Samuel (mort le 25 mai 1998), homme politique camerounais
- Lee Dorsey (mort le 1er décembre 1986), chanteur de rhythm and blues américain
- Luis Costales (mort le 1er février 2006), poète, écrivain, philosophe, enseignant, orateur et politique équatorien
- Maria Janion, historienne de la littérature polonaise
- Paul Buissonneau (mort le 30 novembre 2014), chanteur et acteur, puis metteur en scène québécois
- Witold Pyrkosz (mort le 22 avril 2017), acteur polonais

## Décès
- Adolphe-Alphonse Géry-Bichard (né le 19 novembre 1841), artiste peintre et graveur français
- Alexandre Promio (né le 9 juillet 1868), un des premiers reporters du cinéma
- Wesley Coe (né le 8 mai 1879), athlète américain
- Xavier Raspail (né le 2 décembre 1840), médecin amateur d'ornithologie, qui s’illustra pendant le siège de Paris de 1870